# Milionària
Milionària és una cançó gravada per la cantant i compositora catalana Rosalía. El senzill es va publicar el 3 de juliol de 2019 a través de Sony Music com la primera cançó de la seva col·lecció de singles a dues cares Fucking Money Man (2019). "Milionària" és la primera cançó que la cantant publica en català. La cançó va ser escrita per Rosalía i el seu habitual col·laborador i amic El Guincho, que també ha produït el tema. Un videoclip, dirigit per Bàrbara Farré, va acompanyar la seva estrena el mateix dia. Va arribar al número u a Espanya, convertint-se en la seva quarta cançó número u i el tercer número u consecutiu després de "Con altura" i "Aute Cuture".

## Antecedents
Rosalía va començar a escriure la cançó el febrer del 2019 a l'aeroport de Sevilla just després dels Premis Goya 2019. Va acabar la cançó a l'estudi després d'arribar a Barcelona. Rosalía va anunciar per primera vegada el llançament de la cançó mitjançant dos emojis a Twitter, abans d'anunciar el llançament del seu EP de dos temes Fucking Money Man (en què s'inclou la cançó) a la premsa espanyola dotze hores abans del seu llançament oficial. La cantant també va publicar l'anunci als perfils de les xarxes socials. Milionària va sortir a la venda a les 6 de la tarda (hora d'Europa central). La cançó parla de com somiava en ser milionària quan era més jove gràcies a la seva música. "Dios Nos Libre del Dinero" contrasta amb el missatge de "Milionària" en parlar de com els diners no poden comprar-ho tot.

## Recepció crítica
Gairebé totes les crítiques que va rebre "Milionària" de la premsa internacional van ser positives i van elogiar la cantant per cantar en la seva llengua materna, el català, malgrat no ser molt coneguda a nivell mundial. En una crítica de Rolling Stone, titulada "Rosalia swims in money and sings in Catalan" (Rosalia neda en diners i canta en català), Suzy Exposito opinava: "Si hem après alguna cosa de Rosalía aquest any, és que no té por d'arriscar-se. […] Ara [.. .] l'heroïna del pop internacional canta enèrgicament no en espanyol, sinó en català, l'idioma nadiu de la seva llar, Barcelona”. Pitchfork va nomenar "Milionària" com a millor cançó nova i va dir que els seus dos nous temes "tornen la cantant espanyola a la seva marca sui generis de flamenc postmodern".

## Rendiment comercial
"Milionària" va debutar en la quarta posició de la llista espanyola d'Apple Music on un parell d'hores després va escalar fins a arribar a la primera posició.
La revista musical online espanyola Vinilo Negro va informar que "Rosalía debutarà a la propera llista de cançons a Espanya amb només 30 hores de comptatge amb "Milionària". La cançó es va estrenar dimecres passat a les 18:00 hores, de manera que només va tenir aquestes 6 hores de dimecres, a més de dijous, però seran suficients per debutar a la llista espanyola, i no ho farà en posicions molt baixes." La revista també va informar que "Seria la primera vegada a l'era del streaming que una cançó sense hora debuta a la llista. La segona cançó "Dios Nos Libre del Dinero" també podria tenir opcions, encara que el més probable és que no debuti fins a la setmana següent La setmana que ve Milionària podria convertir-se en la cançó número u de la cantant a Espanya.
La cançó va debutar en el lloc 51 de la llista de PROMUSICAE amb només dos dies de seguiment abans d'ascendir al número u.

## Videoclip
El vídeo musical de "Milionària" es va estrenar el mateix dia que la cançó. El vídeo és un doblet amb la cara B de la cançó "Dios Nos Libre del Dinero". Mostra a Rosalía participant en un programa de televisió on està a punt de fer-se milionària. La cantant ha dit que el vídeo, dirigit per l'artista catalana Bàrbara Farré, està inspirat en els “concursos de televisió que sol veure amb la seva àvia”. Pitchfork va nomenar el vídeo musical dels dos temes, el novè millor vídeo musical del 2019.

## Personal
Crèdits adaptats de Tidal.
- Rosalía Vila – composició de cançons, producció, veu
- Pablo Díaz-Reixa – composició de cançons, producció, tècnica de gravació
- Jaycen Joshua - mescla
- Chris Athens - mestre d'enginyeria
- Morning Estrada – tècnic de gravació

## Llistes
| Llista (2019)                          | Màxima posició |
| -------------------------------------- | -------------- |
| Catalunya (APECAT)                     | 1              |
| Espanya (PROMUSICAE)                   | 1              |
| Cançons Digitals d'Espanya (Billboard) | 7              |

| Llista (2019)  | Posició |
| -------------- | ------- |
| Portugal (AFP) | 2398    |

## Certificacions
| País    | Certificació | Vendes |
| ------- | ------------ | ------ |
| Espanya | 2x Platí     | 80.000 |